# Кошня
Кошня (рум. Coșnea) — село у повіті Бакеу в Румунії. Входить до складу комуни Агеш.
Село розташоване на відстані 221 км на північ від Бухареста, 66 км на захід від Бакеу, 139 км на південний захід від Ясс, 93 км на північний схід від Брашова.

## Населення
За даними перепису населення 2002 року у селі проживали 570 осіб.
Національний склад населення села:
| Національність | Кількість осіб | Відсоток |
| -------------- | -------------- | -------- |
| румуни         | 346            | 60,7%    |
| угорці         | 202            | 35,4%    |
| чанго          | 22             | 3,9%     |

Рідною мовою назвали:
| Мова      | Кількість осіб | Відсоток |
| --------- | -------------- | -------- |
| румунську | 293            | 51,4%    |
| угорську  | 277            | 48,6%    |